# Cercophora californica
Cercophora californica är en svampart som först beskrevs av Charles Bagge Plowright, och fick sitt nu gällande namn av N. Lundq. 1972. Cercophora californica ingår i släktet Cercophora och familjen Lasiosphaeriaceae.   Inga underarter finns listade i Catalogue of Life.